# Verena Dunst

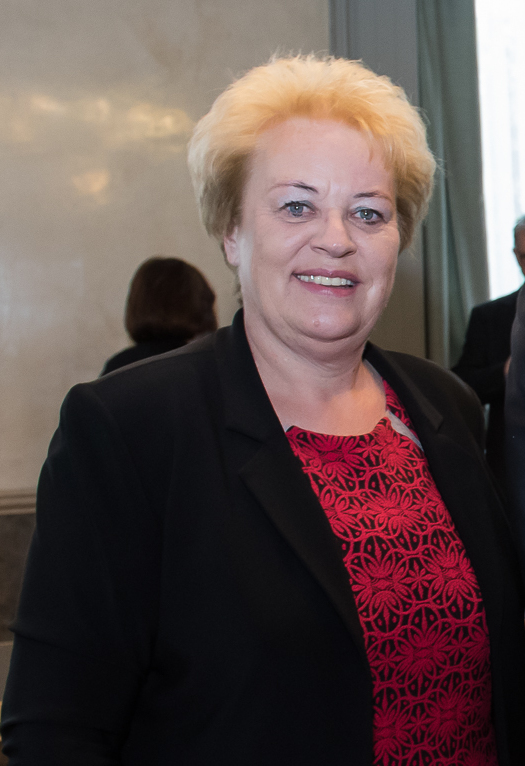
Verena Dunst (2016)

Verena Dunst (* 7. Februar 1958 in Zürich als Verena Mikovits) ist eine österreichische Politikerin (SPÖ). Vom 28. Februar 2019 bis September 2023 war sie Erste Landtagspräsidentin des Burgenländischen Landtags.
Von 2000 bis 2019 war sie Landesrätin der Burgenländischen Landesregierung. In den Landesregierungen Niessl II und Niessl III war Dunst Landesrätin für Familien und Jugend sowie Konsumentenschutz und in der Landesregierung Niessl IV für Frauen (bis 8. Mai 2018), Familie, Dorferneuerung sowie den Agrarbereich verantwortlich.

## Ausbildung und Beruf
Verena Dunst besuchte von 1964 bis 1968 die Volksschule in Moschendorf und danach die Hauptschule in Güssing. 1972 wechselte sie an die Höhere Bundeslehranstalt für wirtschaftliche Berufe, an der sie 1977 maturierte. Dunst absolvierte in der Folge die Pädagogische Akademie Eisenstadt, wo sie 1980 die Lehramtsprüfung für Hauptschulen, 1985 die Lehramtsprüfung für den Polytechnischen Lehrgang ablegte.
In der Folge war Dunst ab 1980 Lehrerin an der Polytechnischen Schule in Güssing und war von 1998 bis 2000 auch Direktorin dieser Schule.

## Politik
Dunst startete ihre politische Karriere in der Frauenpolitik. Sie ist seit 1982 Bezirksfrauenvorsitzende der SPÖ Güssing und wurde noch im selben Jahr zur Stellvertretenden Landesfrauenvorsitzende der SPÖ Burgenland gewählt. Von 1987 bis 1997 war sie Bezirksparteivorsitzender-Stellvertreterin der SPÖ Güssing, 1997 wurde sie zur Bezirksparteivorsitzenden gewählt. Dunst ist seit 1982 auch Mitglied des SPÖ-Landesparteivorstandes und seit 1997 Mitglied des Landesparteipräsidiums.
Neben ihren innerparteilichen Funktionen engagierte sich Dunst auch in der Gemeindepolitik. Sie war von 1992 bis 1995 Gemeinderätin in Strem/Moschendorf und ist seit 1995 Mitglied des Gemeinderates von Moschendorf. Seit 1994 ist sie zudem Mitglied des Gemeindevorstandes. Bereits 1994 war sie erstmals Abgeordnete zum Nationalrat, dem sie von 15. Dezember 1994 bis 14. Jänner 1996, von 14. März 1996 bis 4. Februar 1997 sowie von 1. Jänner 1999 bis 28. Oktober 1999 angehörte. In ihrer letzten Funktionsperiode als Nationalrätin gehörte sie unter anderem dem Unterrichtsausschuss und dem Gesundheitsausschuss an.
Nach ihrem Ausscheiden aus dem Nationalrat wurde sie im Jänner 2000 Mitglied des Burgenländischen Landtags. Am 28. Dezember 2000 wählte sie der Landtag zur Landesrätin in die Burgenländische Landesregierung.
Bei der Landeskonferenz der SPÖ Frauen am 21. April 2018 übergab Verena Dunst ihren Vorsitz an Astrid Eisenkopf, Dunst war elf Jahre lang Landesfrauenvorsitzende der SPÖ Burgenland. Am 8. Mai 2018 übergab Dunst an Eisenkopf auch die Frauenagenden in der Landesregierung Niessl IV.
Mit 28. Februar 2019 folgte sie Christian Illedits als Landtagspräsidentin nach. Mit der Landtagssitzung am 21. September 2023 folgte ihr Robert Hergovich in diesem Amt nach. Im November 2023 wurde sie als SPÖ-Bezirksparteivorsitzende im Bezirk Güssing von Jürgen Dolesch abgelöst. Nach der Landtagswahl 2025 schied sie aus dem Landtag aus.

## Privates
Dunst ist verheiratet und hat zwei Töchter. Sie lebt in Moschendorf.

## Auszeichnungen
- 2025: Bayreuth-Medaille in Gold[11][12]